# L’Alfàs del Pi
L’Alfàs del Pi – gmina w Hiszpanii, w prowincji Alicante, we wspólnocie autonomicznej Walencja, o powierzchni 19,26 km². W 2011 roku liczyła 21 964 mieszkańców.